# هیئت بیعت عربستان سعودی
شورای بیعت سعودی یک نهاد سعودی است که به انتخاب پادشاه و ولیعهد مربوط می‌شود و متشکل از پسران و نوه‌های بنیانگذار ملک عبدالعزیز آل سعود است. این هیئت در ۲۶ رمضان ۱۴۲۷ هجری قمری برابر با ۱۸ اکتبر ۲۰۰۶ تأسیس شد، به دستور سلطنتی شماره A/135، مورخ ۲۶/۹/۱۴۲۷ هجری قمری و تا زمان مرگ شاهزاده مشعل بن عبدالعزیز آل سعود در ۳ مه ۲۰۱۷ ریاست مرجعیت را بر عهده داشت.
طبق ماده ۱۵ آئین‌نامه کمیسیون، ریاست کمیسیون را مسن‌ترین عضو از میان فرزندان شاه مؤسس بر عهده دارد و انتصاب وی مستلزم حکم سلطنتی نیست.